# 重版
重版（じゅうはん）は、出版物を初版と同じ版を使い、同じ判型・装幀にて刷り直す（増刷・重刷する）こと。重刻（じゅうこく）または再版（さいはん）ともいう。重版が出来上がってその書籍が販売されることを重版出来（じゅうはんしゅったい）という。

## 出版文化と重版

### 日本の出版文化
日本では、江戸時代の木版のときには、そのままの版木を使って刷り直すことが普通であった。ただし、挿絵などで、薄墨を使ったぼかしなどは、再版のときには再現されないことが多く、それを基準に版の前後を判定することも可能である。版木は出版者の財産として、大切に保管された。
明治になって活版印刷が一般的になると、重版のたびに活字を組み直していては効率が悪いため、一度組み上がった版面を、型の残る強い紙質の紙に押し付けて、型を取ることにした。これを紙型（しけい）と呼んだ。重版の際には、紙型に鉛を流し込んで、組み上がった版面を再現するものだった。
日本の出版業界は新刊依存体質が高いといわれており、欧米に比べて新刊に対する重版の比率は低い。

### 欧米の出版文化
欧米では新刊に対する重版の比率が日本に比べると高い。新刊と重版の割合は、イギリスでは77.5対21.5（1996年下半期）、ドイツでは72対28（1995年）であった。

## 重版出来
重版出来（じゅうはんしゅったい）とは、初版の発行部数を上回って、更に発行することを表す言葉。重版ありきで初版を抑えるケースもあると言われる。
出版業界の業界用語としては、版元の企業文化により重版出来を「じゅうはんでき」と読む場合もある。一方で「じゅうはんでき」を誤読とする会社もある。『週刊少年ジャンプ』2013年16号の『クロス・マネジ』で、「じゅうはんでき」とルビが振られた例がある。
テレビドラマ化もされた漫画「重版出来!」では、「重版決定」のニュアンスで使われているが重版出来は本来、重版分の本が刷り上がり、書店に搬入されることを指す言葉である。「出来」は「完成・完了」を表す言葉であり、「決定」の意味はないので正確な使い方ではない。